# Lignes Aériennes Congolaises

Lignes Aériennes Congolaises is een Congolese luchtvaartmaatschappij met haar thuisbasis in Kinshasa.

## Geschiedenis
Lignes Aériennes Congolaises is opgericht in 2005 door SkyCongo. Na een ongeluk op 4 juni 2005 werden de vluchten gestaakt.
In 2006 werd opnieuw gestart met gehuurde vliegtuigen van Bravo Airlines uit Spanje. In 2006 werd korte tijd een vrachtdienst uitgevoerd tussen Kinshasa en Oostende met DC-8 vrachtvliegtuigen. De maatschappij staat op de zwarte lijst van de EU.
De maatschappij voert binnenlandse vluchten uit en vrachtvluchten met ingehuurd materieel.

## Bestemmingen
(zomer 2007)
Binnenland:
- Bunia, Goma, Kananga, Kindu, Kinshasa, Kisangani, Lubumbashi, Mbandaka, Mbuji Mayi.

Buitenland:
- Dubai (vracht), Oostende (vracht)

## Vloot
De vloot van Lignes Aériennes Congolaises bestaat uit:(juli 2016)
- 4 Boeing B737-200